# Memoirs of the Royal Astronomical Society
Memoirs of the Royal Astronomical Society (abrégé en Mem. Roy. Astron. Soc. ou MmRAS) est une revue scientifique à comité de lecture éditée par la Royal Astronomical Society. Bien moins connue ou prestigieuse que sa grande sœur, les Monthly Notices of the Royal Astronomical Society (MNRAS), sa publication ne s'en est pas moins étalée sur plus de 150 ans, de 1822 à 1977.